# Bande
 For alternative betydninger, se Bande (flertydig). (Se også artikler, som begynder med Bande)
En bande er en gruppe af personer med et identificerbart formål, ledelse og intern organisation, som identificerer sig med eller hævder kontrol over et territorium i et fællesskab, og kan indeholde individuelt eller kollektivt ulovlig eller voldelig adfærd. Blandt de forskellige typer af bander kan nævnes rockerbander og indvandrerbander.
| Kriminalitet | Spire Denne artikel om kriminalitet er en spire som bør udbygges. Du er velkommen til at hjælpe Wikipedia ved at udvide den. |